# Batman: Bad Blood
Batman: Bad Blood (en Hispanoamericana y en España Batman: Mala Sangre) es una película estadounidense animada de superhéroes directamente para video que es parte del DC Universe Animated Original Movies. La película es la secuela de la película Batman vs. Robin.
Jason O'Mara y Stuart Allan retomaron sus papeles de la película anterior.

## Argumento
Batwoman intercepta a una multitud de criminales en un almacén de Gotham City, que incluye al Electrocutor, Tusk, La Luciérnaga, Polilla Asesina entre otros. Cuando se produce una pelea, Batman aparece. Juntos se enfrentan al aparente líder de los criminales, un hombre llamado el Hereje, que detona múltiples explosivos dentro de la instalación. Batman lanza a Batwoman a la seguridad y aparentemente fallece en la explosión.
Dos semanas después, un preocupado Alfred Pennyworth envía una señal de socorro a Nightwing. Mientras tanto, Damian Wayne ve un informe de noticias sobre la desaparición de Batman y se dirige de regreso a Gotham. El alter ego civil de Batwoman, Katherine Kane, se encuentra con su padre Jacob y le explica que se siente responsable de la aparente muerte de Batman. En un flashback, Katherine queda traumatizada por un accidente en el cual su hermana Elizabeth y su madre Gabrielle fueron secuestradas, retenidas y, finalmente, asesinadas por sus captores, mientras ella fue la única sobreviviente. Después de un tiempo en el ejército, se convirtió en una borracha promiscua que fue salvada por Batman de unos matones callejeros, cosa que la motivo a no tener que volver a ser salvada, lo que la convirtió en Batwoman.
Batman aparentemente reaparece y es rápidamente notado por Robin y Katherine. Ambos intercepta a Batman y rápidamente deducen que es Nightwing usando una versión antigua del traje de Bruce. Comienzan sus propias investigaciones sobre el Hereje, sin estar convencidos de que Bruce este realmente muerto. El Hereje y sus secuaces atacan a Wayne Enterprises, obligando a Lucius Fox a abrir el camino hacia la bóveda al amenazar a su hijo, Luke. Aunque Nightwing y Damian llegan, no puede evitar que el Hereje se escape con la tecnología de Wayne y Lucius sea herido. Antes de irse, el Hereje mata a Electrocutor cuando este último intenta asesinar a Damian.
El Hereje regresa a su sede, donde se revela que está trabajando para Talia Al Ghul. Mantienen preso a Bruce, mientras el Sombrerero Loco le provoca alucinaciones. El Hereje luego irrumpe en la Baticueva y secuestra a Damian, a quien explica que es un clon de él, creado por un programa de genética dirigido por Ra's Al Ghul y la Liga de las Sombras. Utilizaron el ADN de Damian para diseñar genéticamente a un soldado con crecimiento y desarrollo acelerados, pero él fue el único sujeto del programa que sobrevivió, además de desear los recuerdos y la personalidad de Damian implantados en su propio cerebro, pero Talia llega y mata al Hereje. Nightwing y Batwoman entonces llegan, habiendo localizado a Damian a través de un rastreador en su traje. A ellos se les une Luke quien viste con un exosuit de combate avanzado y se hace llamar Batwing. Los tres rescatan a Bruce y a Damian, pero Talia y sus secuaces escapan.
Pasa una semana y Bruce parece haberse recuperado, aunque sigue convencido de que Katherine y Luke no deben estar involucrados. Después de que Katherine se ve obligada a luchar contra su padre después de que él la ataca de repente, Dick se entera de que Bruce todavía esta bajo los efectos del control mental del Sombrerero Loco. Luke se da cuenta de que la Liga de las Sombras planea lavarle el cerebro a varios líderes mundiales en una cumbre tecnológica celebrada por Bruce. Mientras se lleva a cabo el lavado de cerebro, Nightwing, Robin, Batwoman, Alfred y Batwing llegan y luchan contra Talia y sus secuaces. Durante la lucha, el Sombrerero Loco es asesinado, interrumpiendo el control mental. Bruce aun con el cerebro lavado, derrota a Nightwing. Talia le ordena matar a Nightwing y a Damian, pero Bruce se resiste al lavado mental. Enfurecida, Talia escapa en una aeronave, solo para que Onyx, una subordinada del Hereje, aparezca para enfrentarla y atacarla. El buque posteriormente se estrella y explota, lo que implica su muerte. Más tarde se ve a Bruce consolando a Damian por la muerte de su madre, Talia. Alfred le comenta a Dick que, a pesar de la locura de Talia, aun era la madre de Damian.
Mientras la Batiseñal brilla en Gotham City, Batwoman, Nightwing y Batwing se encuentran con Batman y Robin en la parte superior de la estación de policía para responder a un crimen cometido por el Pingüino. En un edificio cercano, Batgirl observa al grupo y se prepara para unirse a ellos.

## Reparto
- Jason O'Mara – Bruce Wayne / Batman[2]
- Yvonne Strahovski – Kate Kane / Batwoman[2]
- Stuart Allan – Damian Wayne / Robin[2]
- Sean Maher – Dick Grayson / Nightwing / Batman II[2]
- Morena Baccarin – Talia al Ghul[2]
- Steven Blum – Máscara Negra, La Luciérnaga
- Gaius Charles – Luke Fox / Batwing[2]
- John DiMaggio – Blockbuster,[3] Tusk
- Robin Atkin Downes – Jervis Tetch / El Sombrerero Loco, Electrocutor
- James Garrett – Alfred Pennyworth[2]
- Ernie Hudson – Lucius Fox[2]
- Christine Lakin – Reportera
- Vanessa Marshall – Renee Montoya
- Richard McGonagle – Presidente
- Matthew Mercer – Hellhound, Chuckie Soi
- Geoff Pierson – Colonel Jacob Kane
- Jason Spisak – Noah Kuttler / El Calculador, Polilla Asesina, Reportero
- Bruce Thomas – James Gordon
- Kari Wahlgren – Kori / Starfire, Srta. Bannister
- Travis Willingham – Heretic[4]

## Producción
Anunciada durante el panel de Warner Bros. Animation en la Comic-Con San Diego de 2015, la película es una continuación de Batman vs. Robin. En ese momento no se dijo mucho sobre el argumento, pero se destacó que Batwoman tendría un papel muy relevante. Una semana después, junto al lanzamiento de la primera imagen oficial, se confirmó que Jason O'Mara (Batman), Stuart Allan (Robin), Sean Maher (Nightwing) y Morena Baccarin (Talia al Ghul) repetirían sus roles mientras que Yvonne Strahovski, Gaius Charles y Ernie Hudson se les unirían para interpretar a Batwoman, Batwing y Lucius Fox respectivamente.
Con el lanzamiento del primer adelanto exclusivo se reveló mucho sobre la trama de esta película la cual tiene influencias de Batman R.I.P., Batman & Robin y Batman INC. La trama, situada un año y medio después del final de Batman vs. Robin, reúne nuevamente a Damian con Dick para investigar la misteriosa desaparición de Batman, mientras la ciudad es azotada por una guerra de bandas iniciada por un grupo de villanos liderados por el misterioso Hereje. Para encontrar al Caballero Oscuro, Dick se ve obligado a asumir el papel de Batman y en el camino se unirá a Batwoman, la última persona que vio a Bruce antes de desaparecer.